# …And the Ambulance Died in His Arms
...And the Ambulance Died in His Arms to album Coil nagrany na żywo podczas występu w Camber Sands Holiday Centre na festiwalu All Tomorrow's Parties 4 kwietnia 2003. Był to ostatni album Coil, zapowiedziany przed tragiczną śmiercią Jhonna Balance'a. Zapowiedzi albumu na thresholdhouse.com towarzyszył komentarz Petera Christophersona, że tytuł został wybrany przez Balance'a.
Zremasterowane wersje „Triple Sun Introduction” i „Triple Sons and the One You Bury” zostały wydane na albumie The Ape Of Naples.
Tekst „A Slip in the Marylebone Road” opiera się na prawdziwej historii Jhonna Balance'a obrabowanego z jego cennego zielonego notesu.
„The Dreamer Is Still Asleep – The Somnambulist In An Ambulance” to zapis jednego z najbardziej improwizowanych nagrań Coil. Jest to przerobiona wersja „The Dreamer Is Still Asleep” z Musick To Play In The Dark Vol. 1.
Album jest dostępny do zamówienia na nośnikach CD przez oficjalną stronę Coil, Thresholdhouse.com.

## Spis utworów
1. „Triple Sun Introduction” – 4:08
2. „Snow Falls into Military Temples” – 16:50
3. „A Slip in the Marylebone Road” – 11:00
4. „Triple Sons and the One You Bury” – 13:58
5. „The Dreamer is Still Asleep – The Somnambulist in an Ambulance” – 17:23